# Mike Wilson (pilote)
Pour les articles homonymes, voir Wilson.
Pour le joueur de baseball, voir Mike Wilson.
Mike Wilson, né en 1959 à Barnsley (West Yorkshire), est un pilote de karting britannique de Formule K (135 cm3).

## Biographie
Son père pratiqua aussi cette discipline durant les années 1960, et lui-même débuta la compétition en 1972.
Sa carrière internationale démarra en 1977 grâce au team Zip kart sur le vieux continent. L'année suivante, devenu pilote à temps plein d'IAME à moins de vingt ans, il émigre à Milan pour y demeurer depuis lors. En Italie, sa principale écurie est le Birel team, avec des Kali Karts (désormais appelés CRG), qui lui permettent d'obtenir ses premiers titres avec un moteur Komet K29.
Il arrête de courir à la fin de la saison 1989 après une douzaine d'années au plus haut niveau, mais au courts desquelles il ne remporta paradoxalement pas de titre national.
En 1990, il fonde la Rakama Company afin de construire lui-même des kartings.

## Palmarès
- Sextuple Champion du monde de karting : 1981 (sur Birel T12- Komet K29), 1982, 1983, 1985, 1988 et 1989 ;
- Triple Champion d'Europe individuel : 1982, 1983 et 1984 ;
- Champion d'Europe par équipes dès 1980 ;
  - vice-champion d'Asie-Pacifique ICA en 1983.